# Günter Spangenberg
Günter Spangenberg (* 11. August 1938 in Schleswig; † 10. Mai 2016) war ein deutscher Politiker und Landtagsabgeordneter (SPD).

## Leben und Beruf
Nach dem Besuch der Volksschule erlernte er den Beruf des Bergmanns und war als Bergknappe und Hauer beschäftigt. Nach zahlreichen Seminaren war er von 1962 bis 1964 Heimleiter und von 1965 bis 1967 Bergberufsschulreferent der IG Bergbau und Energie, deren Mitglied er seit 1955 war. Seit 1968 war er Unterbezirksgeschäftsführer der SPD im Kreis Borken.
Der SPD gehörte Spangenberg seit 1959 an. Er war in verschiedenen Parteigremien vertreten, so war er z. B. von 1976 bis 1981 Vorsitzender des SPD-Stadtverbandes Bocholt.

## Abgeordneter
Vom 27. Juni 1989 bis zum 30. Mai 1990 und vom 7. Dezember 1994 bis zum 31. Mai 1995 war Spangenberg Mitglied des Landtags des Landes Nordrhein-Westfalen. Er rückte jeweils über die Reserveliste seiner Partei nach.
Von 1964 bis 1969 war er Mitglied im Stadtrat der Stadt Coesfeld, seit 1969 war er Mitglied des Rates der Stadt Bocholt.